# Jürgen Kleiner
Bernhard Jürgen Kleiner (* 16. November 1933 in Marburg) ist ein ehemaliger deutscher Diplomat und Hochschullehrer, der von 1985 bis 1992 Botschafter in Südkorea, zwischen 1992 und 1995 Botschafter in Nigeria, sowie zuletzt von 1995 bis 1998 Botschafter in Pakistan war und danach zwischen 1999 und 2004 eine Professur für Internationale Beziehungen an der Boston University innehatte.

## Leben
Kleiner studierte Rechtswissenschaften an der Johann-Wolfgang-Goethe Universität Frankfurt, der Universität zu Köln und der Philipps-Universität Marburg. Nach der Ableistung des Rechtsreferendariats legte er 1964 das Zweite Juristische Staatsexamen ab.
1964 begann Kleiner den Vorbereitungsdienst für den höheren Auswärtigen Dienst und war nach dessen Abschluss 1966 an verschiedenen Auslandsvertretungen und der Zentrale des Auswärtigen Amtes in der damaligen Bundeshauptstadt Bonn tätig. Seine Auslandsverwendungen waren an der Deutschen Vertretung bei den Vereinten Nationen in New York, sowie den Botschaften in Oslo, Seoul und Budapest. Kleiner arbeitete ferner in der Kultur-, Politischen und Zentralabteilung des Auswärtigen Amtes in Bonn.
1985 wurde Kleiner Botschafter in Südkorea und verblieb auf diesem Posten bis 1992. Danach wurde er 1992 Botschafter in Nigeria und übte dieses Amt bis zu seiner Ablösung durch Johannes Lohse 1995 aus. Zuletzt wurde er 1995 als Nachfolger von Alfred Vestring Botschafter der Bundesrepublik Deutschland in Pakistan und verblieb auf diesem Botschafterposten bis zu seinem Eintritt in den Ruhestand 1998.
Kleiner übernahm 1999 eine Professur für Internationale Beziehungen an der Frederick S. Pardee-Schule für globale Studien der Boston University und lehrte an dieser bis zu seiner Emeritierung 2004. 2006 beförderte ihn die Universität Boston zum Professor Emeritus.

## Ehrungen und Auszeichnungen
- Königlich Norwegischer St. Olavs Orden
- Diplomatischer Verdienstorden der Republik Korea
- Bundesverdienstkreuz am Bande (1986)
- Bundesverdienstkreuz Erster Klasse (1999)
- Ehrendoktorwürde der Rechtswissenschaften durch die Korea-Universität in Seoul (1986)

## Veröffentlichungen
- Paul Georg von Möllendorff: Ein Preuße in koreanischen Diensten, in: Zeitschrift der Deutschen Morgenländischen Gesellschaft, Band 133, Heft 2 1983.
- Korea: Betrachtungen über ein fernliegendes Land, Frankfurt am Main 1980, ISBN 3-88323-163-0
- Korea: Auf steinigem Pfad, Berlin 1992, ISBN 3-89158-059-2
- Korea: A Century of Change, Singapur 2001, ISBN 981-02-4657-9
- Diplomatic Practice Between Tradition and Innovation, Singapur 2010, ISBN 978-981-4271-24-0
- The Permanence of Diplomacy. Studies of US Relations with Korea, Pakistan and Afghanistan, Singapur 2016, ISBN 981-4733-36-9